# Isidore Neelemans
Isidore Neelemans (* 1822 in Eeklo; † 8. April 1872 in Mechelen) war ein belgischer Ingenieur und Unternehmer.

## Leben
Neelemans wurde in 1822 im belgischen Eeklo geboren. Am 20. Juli 1857 erhielt er die Genehmigung in seiner Heimatstadt mit der Errichtung der öffentlichen Gasbeleuchtung zu beginnen.

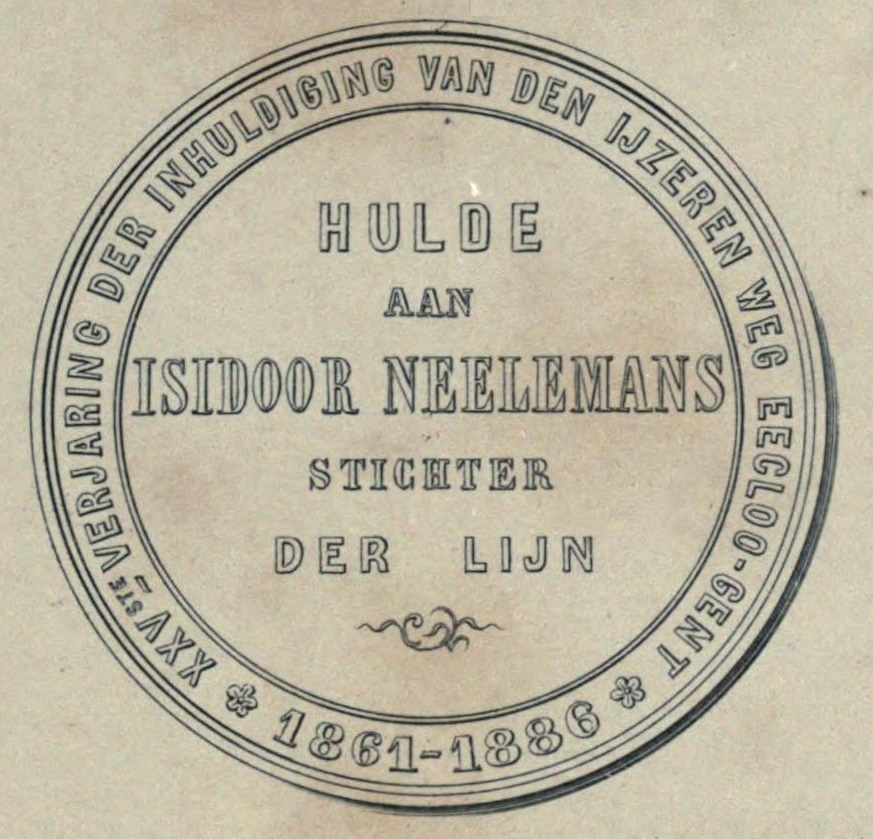
Zeichnung der Ehrenmedaille der Stadt Eeklo

Über die Grenzen der Stadt hinaus bekannt wurde Neelemans, als es ihm gelang Eeklo an das belgische Eisenbahnnetz anzubinden. Am 26. April 1858 erhielt er vom belgischen König Leopold I. eine Konzession zum Bau und Betrieb einer Eisenbahnlinie von Eeklo nach Gent. Im Jahr darauf gründete er die Eisenbahngesellschaft Chemin de fer d’Eecloo à Gand. Eine weitere Konzession für die Verlängerung der Strecke über Eeklo hinaus nach Brügge erhielt er 1861.
1863 erhielt Neelemans weitere Konzessionen für Bahnverbindungen zwischen Kortrijk und Denderleeuw sowie von Geraardsbergen nach Nieuwpoort. Er beteiligte sich an der Gründung der Chemins de fer de l’Ouest de la Belgique und brachte dabei diese Konzessionen mit ein.
Isidore Neelemans starb nach langer schwerer Krankheit am 8. April 1872 im Alter von 50 Jahren in Mechelen. Er hinterließ seine Frau und mehrere Töchter. 1873 wurde ihm zu Ehren auf dem Friedhof von Eeklo ein Denkmal errichtet.
Posthum wurde ihm am 1. Juli 1886 bei der Feier zum 25. Jahrestag der Inbetriebnahme der Strecke von Gent nach Eecloo eine Ehrenmedaille der Stadt Eeklo verliehen. (Anm. die Prägung erfolgte in niederländischer Sprache, daher erschien auch der Vorname in der niederländischen Schreibweise.)